# Filter (funzione)
Nella programmazione funzionale, una filter (in italiano: filtro) è una funzione che processa una struttura dati (tipicamente una lista) in un certo ordine per produrre una nuova struttura dati contenente solo quegli elementi della struttura originaria per i quali un dato predicato ritorna il valore booleano di vero, tale predicato è quindi la condizione che deve essere soddisfatta dagli elementi della struttura originaria per essere inclusi nell'output del filtro.